# Grand Nancy Volley-Ball
Maillots
Actualités
Dernière mise à jour : 30 août 2024.
Le Grand Nancy Volley-Ball, également désigné sous l'acronyme GNVB, est un club de volley-ball basé à Nancy (Meurthe-et-Moselle) et évoluant depuis 2016 en Ligue B, le deuxième niveau national. Le club dispute ses rencontres au Parc des Sports Nations à Vandœuvre-lès-Nancy, dans l'agglomération nancéienne.

## Historique

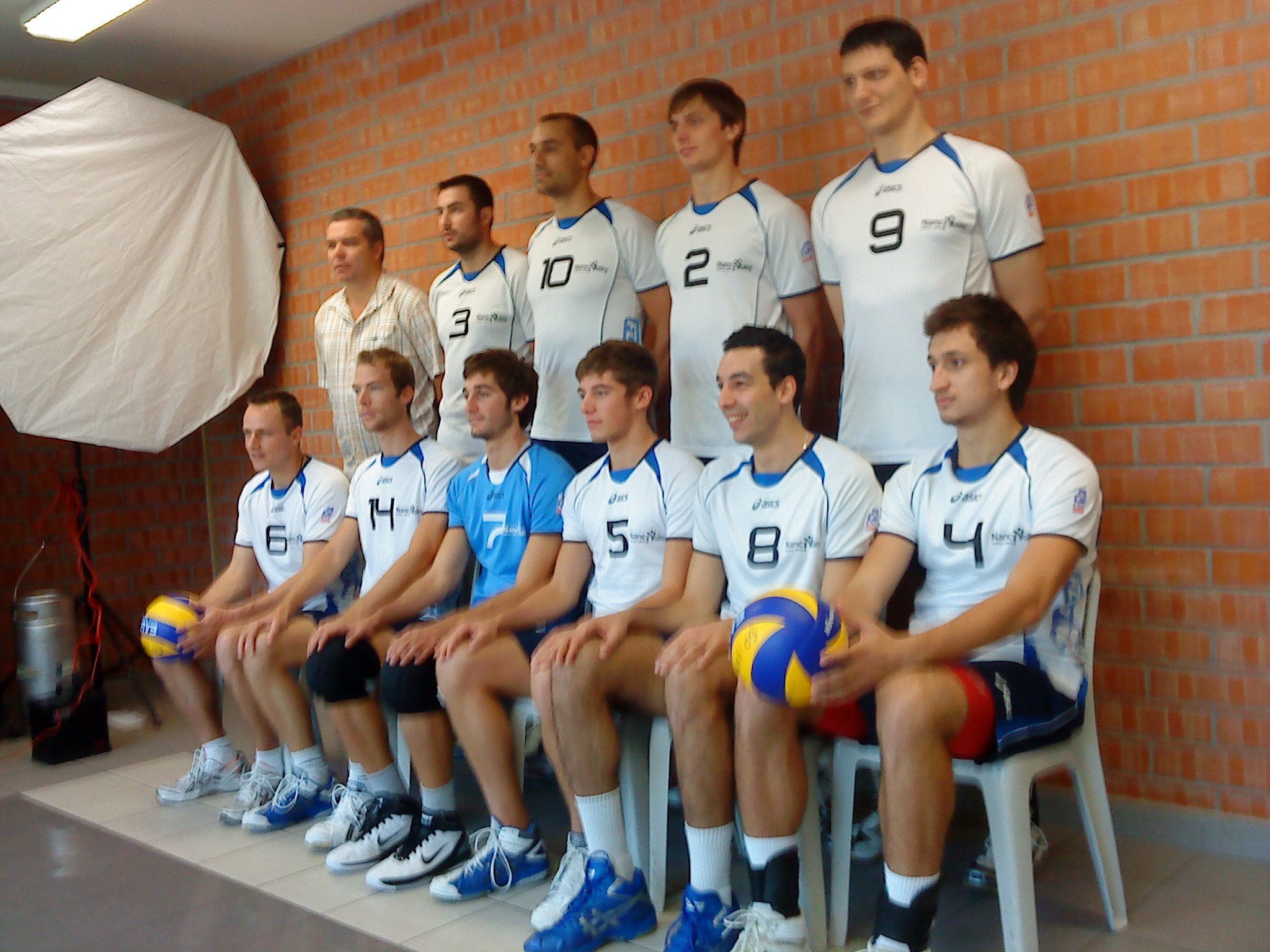
L'équipe 2010-2011.

- 2006 : La fusion du SLUC Nancy-Jarville et du Punch Volley-ball Nancy-Maxéville-Malzéville (créé en 1990 sous le nom de PUNCH Nancy) donne naissance au Nancy Volley Maxéville-Jarville.
- 2009 : Le club termine 6e du championnat de nationale 1 et accède à la Ligue B.
- 2013 : Le club change de nom et devient Maxéville Nancy Volley Jarville.
- 2015 : Le club change à nouveau de nom et devient Grand Nancy Volley-Ball. À la fin de la saison 2014/2015, le club remporte le championnat de Ligue B et accède donc à la Ligue A.
- 2016 : Lanterne rouge de la Ligue A pendant la saison 2015/2016, le club est rétrogradé en Ligue B, la saison suivante.
- 2018 : En proie à des difficultés financières, la direction du club est reprise le 18 avril par Serge Petiot alors président de l'entreprise de BTP Lagarde et Meregnani et partenaire du club depuis de nombreuses années. Le club ambitionne alors de retrouver la Ligue A sous quelques saisons et de construire une arène de 2.500 places sur le campus Artem à Nancy afin de remplacer le gymnase actuel considéré comme trop petit pour recevoir du public[3].
- 2019 : passage du club au statut de société anonyme sportive professionnelle (SASP) afin de structurer et professionnaliser le club.
- 2021 : création du centre de formation du GNVB[4] et déménagement de l'équipe professionnelle au Parc des Sports Nations de Vandœuvre-lès-Nancy.

## Résultats sportifs

### Palmarès
| Compétitions nationales          | Compétitions internationales |
| - Ligue B (1) - Vainqueur : 2015 | - Néant                      |

### Saison par saison
| Saison                          | Championnat national | Championnat national | Championnat national | Championnat national | Championnat national | Championnat national | Championnat national | Championnat national | Coupe de France | Supercoupe de France | Compétitions européennes | Compétitions européennes |
| Saison                          | Niveau               | Division             | Classement           | Pts                  | MJ                   | V                    | D                    | Playoffs             | Coupe de France | Supercoupe de France | Compétition              | Résultat                 |
| ------------------------------- | -------------------- | -------------------- | -------------------- | -------------------- | -------------------- | -------------------- | -------------------- | -------------------- | --------------- | -------------------- | ------------------------ | ------------------------ |
| Nancy-Volley-Maxéville-Jarville |                      |                      |                      |                      |                      |                      |                      |                      |                 |                      |                          |                          |
| 2006-2007                       | III                  | Nationale 1          |                      |                      |                      |                      |                      |                      |                 | -                    | -                        | -                        |
| 2007-2008                       |                      |                      |                      |                      |                      |                      |                      |                      |                 | -                    | -                        | -                        |
| 2008-2009                       | III                  | Nationale 1          | 6e/14                | 44                   | 26                   | 15                   | 11                   | ?                    |                 | -                    | -                        | -                        |
| 2009-2010                       | II                   | Ligue B              | 10e/14               | 31                   | 26                   | 12                   | 14                   | -                    | Premier tour    | -                    | -                        | -                        |
| 2010-2011                       | II                   | Ligue B              | 11e/14               | 33                   | 26                   | 12                   | 14                   | -                    | 1/16e de finale | -                    | -                        | -                        |
| 2011-2012                       | II                   | Ligue B              | 8e/14                | 39                   | 26                   | 12                   | 14                   | -                    | 1/8e de finale  | -                    | -                        | -                        |
| 2012-2013                       | II                   | Ligue B              | 11e/14               | 31                   | 26                   | 11                   | 15                   | -                    | Deuxième tour   | -                    | -                        | -                        |
| Maxéville-Nancy-Volley-Jarville |                      |                      |                      |                      |                      |                      |                      |                      |                 |                      |                          |                          |
| 2013-2014                       | II                   | Ligue B              | 7e/14                | 40                   | 26                   | 13                   | 13                   | 1/4 de finale        | Deuxième tour   | -                    | -                        | -                        |
| 2014-2015                       | II                   | Ligue B              | 2e/14                | 58                   | 26                   | 18                   | 8                    | Vainqueur            | Premier tour    | -                    | -                        | -                        |
| Grand Nancy Volley-Ball         |                      |                      |                      |                      |                      |                      |                      |                      |                 |                      |                          |                          |
| 2015-2016                       | I                    | Ligue A              | 14e/14               | 9                    | 26                   | 3                    | 23                   | -                    | Deuxième tour   | -                    | -                        | -                        |
| 2016-2017                       | II                   | Ligue B              | 2e/11                | 45                   | 20                   | 15                   | 5                    | 1/4 de finale        | Premier tour    | -                    | -                        | -                        |
| 2017-2018                       | II                   | Ligue B              | 6e/10                | 25                   | 18                   | 9                    | 9                    | 1/4 de finale        | Premier tour    | -                    | -                        | -                        |
| 2018-2019                       | II                   | Ligue B              | 10e/12               | 25                   | 22                   | 8                    | 14                   | -                    | -               | -                    | -                        | -                        |
| 2019-2020                       | II                   | Ligue B              | 2e/10                | 39                   | 16                   | 13                   | 3                    | -                    | Premier tour    | -                    | -                        | -                        |
| 2020-2021                       | II                   | Ligue B              | 2e/9                 | 33                   | 16                   | 11                   | 5                    | 1/2 finale           | -               | -                    | -                        | -                        |
| 2021-2022                       | II                   | Ligue B              | 2e/11                | 47                   | 20                   | 16                   | 4                    | 1/2 finale           | Deuxième tour   | -                    | -                        | -                        |
| 2022-2023                       | II                   | Ligue B              | 9e/12                | 29                   | 22                   | 10                   | 12                   | -                    | Premier tour    | -                    | -                        | -                        |
| 2023-2024                       | II                   | Ligue B              | 11e/12               | 19                   | 22                   | 5                    | 17                   | -                    | Premier tour    | -                    | -                        | -                        |
| 2024-2025                       | II                   | Ligue B              | En cours             | -                    | -                    | -                    | -                    | -                    | En cours        | -                    | -                        | -                        |

## Budget
| Saison   | 2011-2012 | 2012-2013 | 2013-2014 | 2014-2015 | 2015-2016 | 2016-2017 | 2017-2018 | 2018-2019 | 2019-2020 | 2020-2021 |
| Budget   | 450 k€    |           | 714 k€    | 518 k€    | 800 k€    | 470 k€    | 527 k€    | 627 k€    | ?k€       | 880 k€    |
| Division | II        |           | II        | II        | I         | II        | II        | II        | II        | II        |

## Historique des logos

Logo jusqu'en 2012
Logo de 2012 à 2013
Logo de 2013 à 2015
Logo depuis 2015

## Joueurs et personnalités du club

### Entraîneurs
Le tableau suivant présente la liste des entraîneurs du club depuis 2006.
| Rang | Nom                | Période   |
| ---- | ------------------ | --------- |
| 1    | Pierre Angély      | 2006-2007 |
| 2    | ?                  | 2007-2008 |
| 3    | Emmanuel Dumortier | 2008-2015 |

| Rang | Nom           | Période   |
| ---- | ------------- | --------- |
| 4    | Gabriel Denys | 2015-2016 |
| 5    | Dario Dukić   | 2016-2018 |
| 6    | Martin Demar  | 2018-2021 |

| Rang | Nom             | Période   |
| ---- | --------------- | --------- |
| 7    | / Éric N'Gapeth | 2021-2024 |
| 8    | / Nikola Borčić | 2024-     |

### Effectif actuel
Effectif actuel pour le Championnat de Ligue B de volley-ball masculin pour la saison 2022-2023
Entraîneur : Eric N'Gapeth  France